# Perley B. Johnson

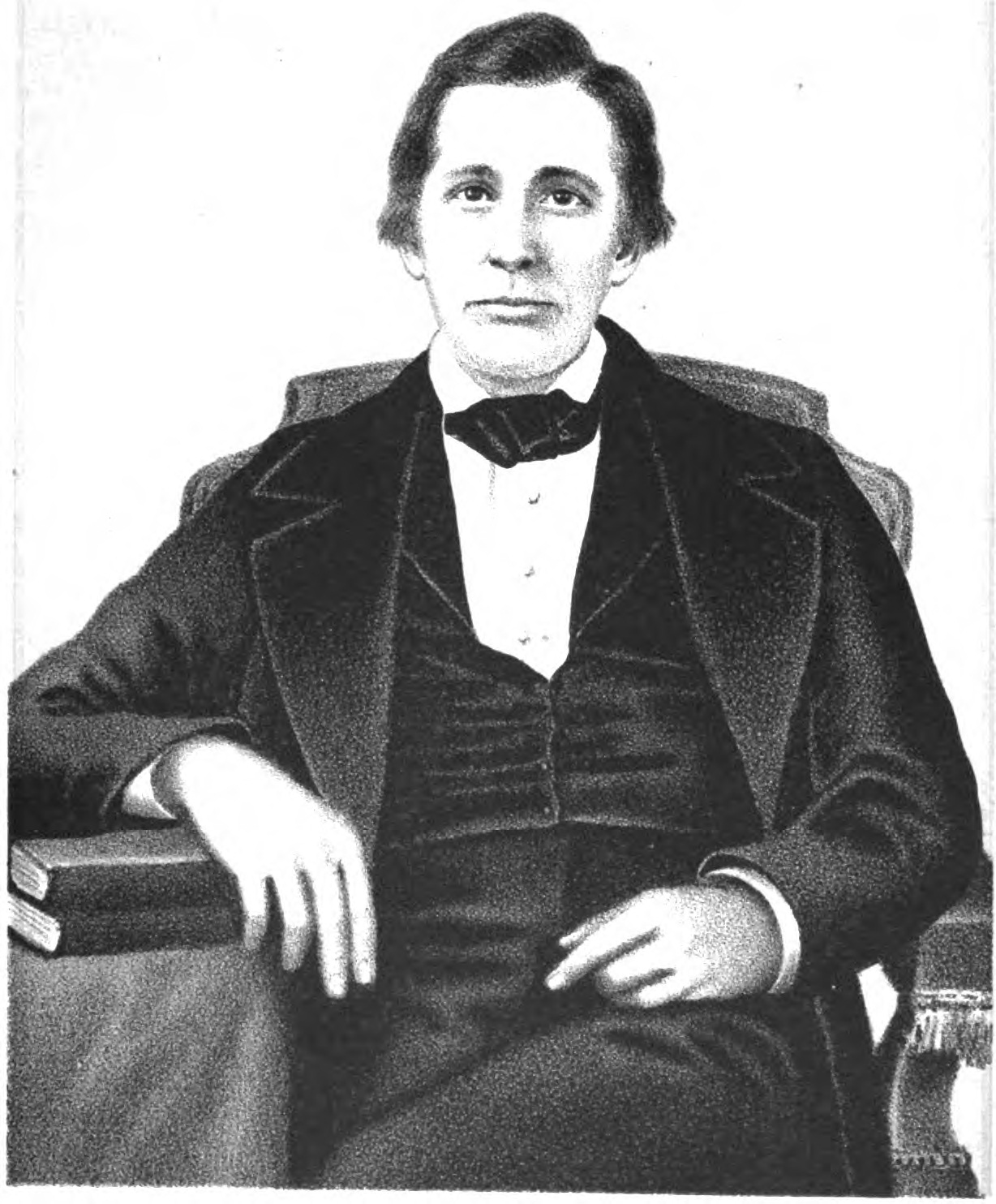
Perley B. Johnson

Perley Brown Johnson (* 8. September 1798 in Marietta, Nordwestterritorium; † 9. Februar 1870 in McConnelsville, Ohio) war ein US-amerikanischer Politiker. Zwischen 1843 und 1845 vertrat er den Bundesstaat Ohio im US-Repräsentantenhaus.

## Werdegang
Perley Johnson besuchte die öffentlichen Schulen seiner Heimat. Nach einem anschließenden Medizinstudium und seiner Zulassung als Arzt begann er ab 1822 in Marietta in diesem Beruf zu arbeiten. Bereits ein Jahr später verlegte er seinen Wohnsitz und seine Arztpraxis nach McConnelsville. Im Jahr 1825 war er auch Gerichtsdiener am dortigen Berufungsgericht. Außerdem schlug er eine politische Laufbahn ein. Zwischen 1833 und 1835 war er Abgeordneter im Repräsentantenhaus von Ohio. In den 1830er Jahren schloss er sich der damals gegründeten Whig Party an.
Bei den Kongresswahlen des Jahres 1842 wurde Johnson im 13. Wahlbezirk von Ohio in das US-Repräsentantenhaus in Washington, D.C. gewählt, wo er am 4. März 1843 die Nachfolge von James Mathews antrat, der in den 16. Distrikt wechselte. Da er im Jahr 1844 nicht bestätigt wurde, konnte er bis zum 3. März 1845 nur eine Legislaturperiode im Kongress absolvieren. Diese Zeit war von den Spannungen zwischen Präsident John Tyler und den Whigs geprägt. Außerdem wurde damals bereits über eine mögliche Annexion der seit 1836 von Mexiko unabhängigen Republik Texas diskutiert.
Nach dem Ende seiner Zeit im US-Repräsentantenhaus praktizierte Perley Johnson bis 1847 wieder als Arzt. Dann gab er diesen Beruf aus gesundheitlichen Gründen auf und zog sich in den Ruhestand zurück. Er starb am 9. Februar 1870 in McConnelsville, wo er auch beigesetzt wurde.